# Indothais
Genre
Indothais est un genre de mollusques gastéropodes prédateurs.

## Systématique
Le genre Indothais a été créé en 2013 par Martine Claremont (d), Geerat J. Vermeij (d), Suzanne T. Williams (d) et David Gordon Reid (d)

## Liste des espèces
Selon World Register of Marine Species (9 mai 2016) :
- Indothais blanfordi (Melvill, 1893)
- Indothais dubia (Schepman, 1919)
- Indothais gradata (Jonas, 1846)
- Indothais javanica (Philippi, 1848)
- Indothais lacera (Born, 1778)
- Indothais malayensis (Tan & Sigurdsson, 1996)
- Indothais pinangensis (K. S. Tan & Sigurdsson, 1996)
- Indothais rufotincta (K. S. Tan & Sigurdsson, 1996)
- Indothais sacellum (Gmelin, 1791)
- Indothais scalaris (Schubert & J. A. Wagner, 1829)
- Indothais wutingi (Tan, 1997)

## Publication originale
- (en) Martine Claremont, Geerat J. Vermeij, Suzanne T. Williams et David G. Reid, « Global phylogeny and new classification of the Rapaninae (Gastropoda: Muricidae), dominant molluscan predators on tropical rocky seashores », Molecular Phylogenetics and Evolution, Academic Press et Elsevier, vol. 66, no 1,‎ 28 septembre 2012, p. 91-102 (ISSN 1055-7903 et 1095-9513, PMID 23026810, DOI 10.1016/J.YMPEV.2012.09.014).